# Aktenplan
Ein Aktenplan ist die Regelung der systematischen Ordnung des gesamten Schriftgutes (der Akten) einer Verwaltung, eines Unternehmens oder einer sonstigen Organisation. Ziel des Aktenplanes ist die übersichtliche, nachvollziehbare und wirtschaftliche Ordnung des Schriftgutes. Der Aktenplan ist Teil der Registraturordnung (RegO). Allerdings können Aktenplan und Registraturordnung auch getrennt voneinander existieren.
Wenn ein Aktenplan ausschließlich für eine Organisationseinheit einer Behörde Gültigkeit hat, wird er als Teilaktenplan bezeichnet. Gilt der Aktenplan für die gesamte Behörde, spricht man vom Gesamtaktenplan. Der Einheitsaktenplan wird in mehreren Behörden angewandt.
Verwandte Begriffe sind Aktenplan und Registraturplan.

## Aktenpläne in deutschen Behörden
In Deutschland müssen nach § 11 Abs. 2 Informationsfreiheitsgesetz (IFG) die Aktenpläne von Bundesbehörden allgemein zugänglich sein.
Die Aktenpläne der deutschen Bundesbehörden sind meist in:
- Hauptgruppen oder Obergruppen (z. B. S für Bundes- und Landessteuern, P für Personal. H für Haushalt)
- Gruppen (z. B. S 0 Abgabenordnung 1977; Steuerberatungsrecht)
- Mittelgruppen (z. B. S 01 Einleitende Vorschriften; Steuerschuldrecht)
- Untergruppen (z. B. S 010 Anwendungsbereich)

unterteilt.
Die daraus resultierenden Aktenzeichen bestehen in der Regel aus der Obergruppe und der Aktennummer (z. B. S 0100 Anwendungsbereich § 1 AO). Die letzte Nummer des Aktenzeichens wird teilweise als Ordnungsnummer bezeichnet. Besteht die Mittelgruppe aus mehreren Teilen, werden diese als 1., 2.,… Ableitung bezeichnet.

### A-Akten
Akten von allgemeiner Bedeutung, beispielsweise zur Regelung von Grundsatzfragen, werden als allgemeine Akten, oder kurz A-Akten, bezeichnet. Diese werden meist getrennt von den B-Akten geführt.

### B-Akten
Akten, die sich mit der Regelung von Personalsachen oder Einzelfällen befassen, werden als besondere Akten, oder kurz B-Akten, bezeichnet. Die B-Akten werden ebenso wie die A-Akten nach den Regeln der jeweils geltenden Geschäftsordnung verwaltet.

### Weglegesachen
Schriftgut, das nicht aufbewahrt werden soll, wird mit dem Vermerk „weglegen“ oder „WL“ versehen und bis zur Vernichtung lose gelagert. Für reine Weglegesachen werden keine Aktenzeichen vergeben.

### Registratur
Akten eines Aktenzeichens sind in der Regel an einer Stelle gesammelt zu verwahren. Die Registratur (oder auch Aktei) hat die Akten in der Regel in Aktenordnern nach Aktenzeichen sortiert zu verwahren. Ist in einer Behörde mehr als eine Registratur mit der Verwaltung von Akten zu einem Aktenzeichen befasst, so kann das Aktenzeichen um die Registraturbezeichnung erweitert werden (z. B. I A 1 - S 0100 = Registratur des Referates I A).

### Weitere Unterteilung
Aktenzeichen können, falls es die Übersichtlichkeit gebietet, weiter unterteilt werden. Beispielsweise können Akten zu Personalsachen der Ausbildung für den mittleren nichttechnischen Dienst P 3142 durch die Zusätze S für Steuerverwaltung, Z für Zollverwaltung etc. weiter unterteilt werden.

### Laufende Nummer/Jahr
Die Akten eines Jahres werden fortlaufend nummeriert. Teilweise werden die Nummern durch die Kurzangabe der Jahreszahl ergänzt. Jedes Aktenzeichen wird gesondert nummeriert.

### Stellenbezeichnung des Bearbeiters
Um jede Akte dem zuständigen Sachbearbeiter zuordnen zu können, kann dessen Stellenbezeichnung laut Geschäftsverteilungsplan in dem Aktenzeichen vermerkt sein.

### Aufbau eines vollständigen Aktenzeichens
Beispiel: I A 1 - H 1118 D - 17/05 - A 12
I A 1 = Registratur bzw. Aktei, welche das Aktenzeichen vergeben hat
H 11 = Aufstellung des Haushaltsplanes
H 1118 = Kreditmittel; Darlehen; Subventionen; Anleihen
D = nähere Unterteilung, hier Darlehen
17/05 = Akte Nummer 17 aus dem Jahr 05 (die Nummern werden für jedes Aktenzeichen fortlaufend vergeben)
bei Bußgeldsachen wäre dies dann BL-A 17/05 (BL = Bußgeldliste)
bei Strafsachen analog StrL-A 17/05 (StrL = Strafliste)
A 12 = Stellenbezeichnung des zuständigen Sachbearbeiters innerhalb der Behörde

### Doppelaktenzeichen
Betrifft eine Akte zwei verschiedene Aktenzeichen, kann ein Doppelaktenzeichen vergeben werden (z. B. H 1234 / O 4321). Im Sinne der Wirtschaftlichkeit und Übersichtlichkeit sind Doppelaktenzeichen in der Regel zu vermeiden und nur in Ausnahmefällen zu vergeben.

### Änderung des Aktenzeichens
Wird das Aktenzeichen einer Akte geändert, zum Beispiel wenn aus einer Meldung von Zuwiderhandlungen eine Bußgeldakte wird, so muss dies in der Registratur unter dem alten Aktenzeichen vermerkt werden, damit der Zusammenhang der Aktenführung gewährleistet ist.

### Beispiel eines typischen Geschäftsganges
- eine Anfrage eines Bürgers zu einer Sache geht bei der Behörde ein
- die Poststelle der Behörde ordnet den Posteingang anhand ihrer Anweisungen und gibt diesen weiter
- der zuständige Abteilungsleiter erhält die Posteingänge und gibt die Anfrage an den für diese Fälle zuständigen Sachbearbeiter weiter
- der Sachbearbeiter sucht sich im Aktenplan das passende Aktenzeichen zu dem Vorgang und gibt das Schreiben in die Registratur zur Vergabe des vollständigen Aktenzeichens
- die Registratur vergibt das Aktenzeichen und vermerkt dies in ihren Büchern, danach gibt sie dem Sachbearbeiter das Schreiben mit dem darauf vermerkten Aktenzeichen zurück
- sämtliche Vermerke und sämtlicher Schriftverkehr zu diesem Fall wird mit diesem Aktenzeichen versehen und unter diesem Aktenzeichen in der Akte abgelegt.

### Kommunale Aktenpläne
In Kommunen (Gemeinden, Städte und Landkreise) richtet sich der Aktenplan häufig nach dem Dezimalsystem. Bekannte Modelle sind die Sachbezogenen Aktenpläne von 0-9 oder der Aktenplan der Kommunalen Gemeinschaftsstelle für Verwaltungsmanagement (KGSt), der sich an der kommunalen Aufgabengliederung orientiert. 
Beispiele für 0-9-Pläne:
0 Allgemeine Verwaltung
05 Personalangelegenheiten
059.1 Einzelne Personalakten
059.11 Einzelne Personalakten der Beamten (siehe Teilakten)
Beispiel für KGSt:
5  Soziales, Jugend, Gesundheit
52 Sport
52.2 Sportförderung
52.21  Schulsport, Sportlehrgänge
Überblick für Deutschland:
Baden-Württemberg: 0-9 Plan
Bayern: 0-9 Plan (Rahmenplan und Tiefengegliederter Aktenplan)
Brandenburg: Keine Empfehlung der Kommunalen Spitzenverbände (im Einsatz 0-9 Pläne, KGSt)
Hessen: 0-9 Plan
Niedersachsen: 0-9 Plan
NRW: 0-9 Plan (tw. noch KGSt-Pläne im Einsatz)
Mecklenburg-Vorpommern: 0-9 Plan
Rheinland-Pfalz: 0-9 Plan bzw. seit 2006 Produktorientierter Aktenplan von 0-7
Saarland: Keine Empfehlung der Kommunalen Spitzenverbände (im Einsatz 0-9 Pläne, KGSt)
Sachsen: 0-9 Plan
Sachsen-Anhalt: Keine Empfehlung der Kommunalen Spitzenverbände (im Einsatz 0-9 Pläne von Sachsen, Niedersachsen oder Thüringen, KGSt)
Thüringen: 0-9 Plan
Schleswig-Holstein: 0-9 Plan
Die Aktenpläne sind über die jeweiligen Kommunalen Spitzenverbände zu beziehen. Die Aktenpläne werden heute in der Regel mit 
einer Software zum Bearbeiten, Ausdrucken ausgeliefert.
Stadtstaaten setzen eigene Aktenpläne ein (Hamburg: 0-9 Plan, Bremen: KGSt, Berlin: KGSt und weitere)
Aus den Informationsfreiheitsgesetzen der jeweiligen Bundesländer folgt auch für die kommunalen Aktenpläne häufig eine Veröffentlichungspflicht.

### Historische Aktenpläne
Für Altbestände in Archiven werden unterschiedliche Aktenpläne benutzt, die heute nur noch eine historische Bedeutung haben, beispielsweise:
J. Külby: Die Badische Gemeinderegistraturordnung für die nicht unter die Städteordnung fallenden Gemeinden. Mit Erläuterungen, Aktenausscheidungsplan und Wörterbuch zur Rubrikenverwaltung. Emmerling, Heidelberg 1906.
Aktenplan für die Gemeindeverwaltungen in Baden. Im Auftrag des Badischen Ministeriums des Inneren in Freiburg i. Br. bearb. und hrsg. von P. Theurer. Theuer, Müllheim (Baden) 1950.